# 유시쿤
유시쿤(중국어 정체자: 游錫堃, 간체자: 游锡堃, 병음: Yóu Xíkūn, 한자음: 유석곤, 1948년 4월 25일~)은 중화민국의 정치인으로, 제12대 입법원장을 지냈다.

## 역대 선거 결과
| 선거명               | 직책명   | 선거구        | 대수 | 정당           | 득표율 | 득표수      | 결과 | 당락 |
| -------------------- | -------- | ------------- | ---- | -------------- | ------ | ----------- | ---- | ---- |
| 1981년 성의원 선거   | 성의원   | 이란현        | 7대  | 무소속(당와이) | 24.27% | 41,631표    | 2위  | 당선 |
| 1985년 성의원 선거   | 성의원   | 이란현        | 8대  | 무소속(당와이) | 44.92% | 88,555표    | 1위  | 당선 |
| 1989년 지방 선거     | 현장     | 이란현        | 11대 | 민주진보당     | 54.48% | 119,037표   | 1위  | 당선 |
| 1993년 지방 선거     | 현장     | 이란현        | 12대 | 민주진보당     | 57.49% | 116,959표   | 1위  | 당선 |
| 2012년 입법위원 선거 | 입법위원 | 비례대표 16번 | 8대  | 민주진보당     | 34.62% | 4,556,424표 | 2위  | 낙선 |
| 2014년 지방 선거     | 시장     | 신베이시      | 2대  | 민주진보당     | 48.78% | 934,774표   | 2위  | 낙선 |
| 2020년 입법위원 선거 | 입법위원 | 비례대표 8번  | 10대 | 민주진보당     | 33.98% | 4,811,241표 | 1위  | 당선 |
| 2024년 입법위원 선거 | 입법위원 | 비례대표 6번  | 11대 | 민주진보당     | 36.16% | 4,982,062표 | 1위  | 당선 |